# Ekologija ekosistemov
Ekosistemi so kompleksno prilagodljivi sistemi, v katerih življenjski procesi potekajo kot samo-organiziranje vzorcev po različnih merilih časa in prostora. Ta del predstavlja ključna področja ekologije ekosistema, ki se uporabljajo v primeru, da želimo razumeti in razložiti opazovane vzorce biotske raznovrstnosti in delovanje ekosistemov na različnih organizacijskih lestvicah.
Ekosistemi, ki jih ekologija sistemov obravnava, so najrazličnejših vrst in velikosti, tvorijo pa eno samo kategorijo, sestavljeno iz številnih fizičnih sistemov v vesolju. Ti segajo od vesolja kot celote, pa vse do atoma.
Pojem ekosistem je bil prvič uveden leta 1953 za opis habitatov v biomih, ki tvorijo celoten in dinamično odzivni ekosistem, ki vsebuje fizične in biološke procese. V ekosistemu so neločljive vezi, ki med seboj povezujejo organizme, ločene na fizikalne in biološke sestavne dele okolja v katerem se nahajajo in kateremu so prilagojeni.